# Jacek Mencel
Jacek Mencel (ur. 24 maja 1966 w Ostrzeszowie) – polski piłkarz, występujący na pozycji napastnika.

## Życiorys
W 1987 roku przeszedł ze Ślęzy Wrocław do Olimpii Poznań. Pierwszą bramkę ligową dla Olimpii zdobył 12 sierpnia 1987 roku w wygranym 2:1 spotkaniu z Zagłębiem Lubin. W poznańskim klubie Mencel występował do 1989 roku, rozgrywając w jego barwach 36 spotkań w I lidze. Następnie przez pół roku zawodnik występował w drugoligowej Pogoni Szczecin.
Na początku 1990 roku Mencel odszedł do grającego wówczas w DDR-Lidze Unionu Berlin, stając się tym samym pierwszym obcokrajowcem w historii klubu. W barwach Unionu Polak zadebiutował 18 marca 1990 roku w przegranym 2:3 spotkaniu z Bergmann-Borsig Berlin, w którym zdobył dwa gole. Po zjednoczeniu Niemiec Mencel kontynuował grę w Unionie Berlin. W 1993 roku został wybrany piłkarzem sezonu drużyny. W Unionie Berlin występował do 1994 roku, zdobywając dlań 78 goli, z czego 64 w lidze.
W lipcu 1994 roku przeszedł do Tennis Borussii Berlin, a pod koniec roku został piłkarzem Hansy Rostock. Z klubem tym w sezonie 1994/1995 wywalczył awans do Bundesligi. W latach 1995–1997 był piłkarzem FSV Zwickau. W 1997 roku zakończył karierę.

## Statystyki ligowe
| Sezon         | Klub                   | Liga          | Mecze | Gole |
| ------------- | ---------------------- | ------------- | ----- | ---- |
| 1987/1988     | Olimpia Poznań         | I liga        | 29    | 6    |
| 1988/1989     | Olimpia Poznań         | I liga        | 7     | 0    |
| 1989/1990 (j) | Pogoń Szczecin         | II liga       | 17    | 3    |
| 1989/1990 (w) | 1. FC Union Berlin     | DDR-Liga      | 14    | 10   |
| 1990/1991     | 1. FC Union Berlin     | DDR-Liga      | 16    | 5    |
| 1991/1992     | 1. FC Union Berlin     | NOFV-Oberliga | 23    | 10   |
| 1992/1993     | 1. FC Union Berlin     | NOFV-Oberliga | 29    | 24   |
| 1993/1994     | 1. FC Union Berlin     | NOFV-Oberliga | 23    | 15   |
| 1994/1995 (j) | Tennis Borussia Berlin | Regionalliga  | 10    | 2    |
| 1994/1995     | Hansa Rostock          | 2. Bundesliga | 21    | 6    |
| 1995/1996     | FSV Zwickau            | 2. Bundesliga | 22    | 5    |
| 1996/1997     | FSV Zwickau            | 2. Bundesliga | 5     | 0    |